# قتل در صبح یکشنبه
قتل در صبح یکشنبه (فرانسوی: Un coupable idéal‎) فیلمی در ژانر مستند از فیلم‌ساز فرانسوی، ژان-زاویه دو لیستاد است که در سال ۲۰۰۱ منتشر شد. موضوع فیلم، پرونده برنتون باتلر، پرونده‌ای جنایی است که در آن، نوجوانی ۱۵ ساله، به اشتباه، به قتل متهم می‌شود. فیلم در هفتاد و چهارمین دوره جوایز اسکار، برنده جایزه اسکار بهترین فیلم مستند شده است.